# Kościół św. Mikołaja Biskupa w Gostyczynie
Kościół świętego Mikołaja Biskupa – rzymskokatolicki kościół parafialny należący do parafii pod tym samym wezwaniem (dekanat Ołobok diecezji kaliskiej).

## Historia
Obecna świątynia murowana została wybudowana zapewne w XVI/XVII wieku. Konsekrowana została w 1638 roku pod wezwaniem świętego Mikołaja. Już w 1520 roku stara świątynia nosiła wezwanie świętego Mikołaja. Około 1640 roku od strony północnej została dostawiona kaplica świętego Jana Nepomucena dzięki staraniom ówczesnych właścicieli wsi, Szołdrskich. Świątynia została przebudowana w XVII wieku, natomiast rozbudowano ją w 1767 roku. Odnowiona została w 1950 i 1968 roku, utraciła wówczas niemal cechy stylowe. 

## Architektura i wyposażenie
Budowla jest orientowana, murowana, otynkowana. Posiada jedna nawę, prezbiterium jest prostokątne, węższe w stosunku do nawy. Przy nim od strony północnej jest umieszczona zakrystia. Przy nawie od strony północnej znajduje się wspomniana wyżej kaplica, od strony południowej jest umieszczona kruchta, nad którą mieści się kaplica otwierająca się do nawy. Na kalenicy znajduje się barokowa wieżyczka na sgnaturkę, nakryta dachem namiotowym. Na belce tęczowej jest umieszczony krucyfiks w stylu barokowym.
Do wyposażenia świątyni należą: ołtarz główny z krucyfiksem, ozdobiony rzeźbami świętych Apostołów Piotra i Pawła oraz obrazami Wniebowzięcia Najświętszej Maryi Panny i Świętej Rodziny, namalowanymi w I połowie XVIII wieku, dwa ołtarze boczne w stylu rokokowym, ozdobione obrazami świętego Mikołaja, Ukrzyżowania, świętej Barbary i Matki Boskiej z Dzieciątkiem. W kaplicy jest umieszczony ołtarz w stylu rokokowym, ozdobiony rzeźbą świętego Jana Nepomucena. Ambona, chrzcielnica, balustrada chóru muzycznego, prospekt organowy i dwie ławy reprezentują jednolity styl rokokowy. Dwa konfesjonały z ornamentem pochodzą z I połowy XVIII wieku.

## Organy
Pierwsze organy w tym kościele wybudowała w 1848 roku firma Jacoba Spiegla z Rychtalu. Instrument został przebudowany w 1971 roku przez firmę Władysława Kaczmarka z Wronek na trakturę pneumatyczną ze zmniejszeniem dyspozycji 7 głosów. W 2010 roku miał miejsce remont polegający na wymianie zniszczonego głosu Subbas 16' oraz niektórych piszczałek i części traktury.
Dyspozycja instrumentu:
| Manuał          | Pedał         |
| --------------- | ------------- |
| 1. Pryncypał 8' | 1. Subbas 16' |
| 2. Gedakt 8'    |               |
| 3. Gamba 8'     |               |
| 4. Flet 4'      |               |
| 5. Oktawa 2'    |               |
| 6. Mikstura 2'  |               |